# وليم كاتسليف
وليم كاتسليف (ازدهر أوائل القرن 20) هو أديب مهجري عربي لبناني، وأحد أعضاء الرابطة القلمية الأوائل، وهي جمعية أدبية تُعنى بالأدب العربي في نيويورك. ويُعتبر مع وديع باحوط وإلياس عطا الله أقل أعضاء الرابطة إنتاجًا أدبيًّا وشهرة. هاجر أواخر العهد العثماني إلى الولايات المتحدة. انتهج كاتسليف الحركة الرومانسية، إلا أن آراءً متأخرة مثل رأي فواز طوقان تنسب توجهاته مع جبران خليل جبران وميخائيل نعيمة ونسيب عريضة وإيليا أبو ماضي للفكر الاشتراكي.

## أعماله في الرابطة القلمية
كتب في الرابطة القلمية، ثلاث مقالات:
1. البترون سنة 2520
2. اجعلوا الحلم جميلًا
3. القلوب الجائعة[2]

## مقتطفات من كتاباته

### البترون سنة 2520
| وليم كاتسليف | شهر أيار أو نوار كما يسميه العامة في سوريا هو أجمل أشهر السنة وأكثرها رونقًا وزهاءُ في كل أقطار العالم وبنوع خاص في سوريا. حيث تظهر الطبيعة بأبهى رداء، وأصفى سماء، وأعذب هواء. إذ ينتشر عبير الأزهار مالئًا الفضاء عطرًا والعين سرورًا والصدر انشراحًا. هناك يعانق الشاطئ الأخضر البحر الأزرق كما يعانق الحبيب الحبيبة وكأني به يفاخر سائر الشواطئ والمدائن بجمال حبيبه قائلًا: «من له مثل هذا البحر الفتان». هناك - بين تلك الهضاب والرياض - بين أريج الياسمين والمنثور وبخار المياه إذ تلطم الصخور فتتصاعد في الفضاء كاللؤلؤ المنثور، هناك عدد أقدام الجبال المزنرة بأشجار الشربين والأرز في شهر أيار من سنة 2520 كنت ترى الجماهير من الناس قد ملأت الطرقات والفضاء كلخا متجهة نحو بناية هائلة في جوار البترون، من القوم من جاء من مصر وفلسطين ودمشق ومنهم من العراق وحلب وحماة وحمص وطرابلس وغيرها من مدائن سوريا في المناطيد السريعة التي تمر في الجو مر البرق وفي النقالات العمومية المرتفعة عن الأرض نحو مائتي ذراع التي تسير على دولاب واحد فوق شريط من الفولاذ بسرعة المناطيد تقريبًا ومنهم وهم الفقراء من جاءوا من الأماكن القريبة بسرعة المناطيد تقريبًا ومنهم وهم الفقراء من جاءوا من الأماكن القريبة في سيارات عظيمة الحجم من طراز النقالات القديمة العهد. قلت إن هذه الجماهير كانت متجهة نحو بناية عظيمة في جوار البترون... | وليم كاتسليف |

### اجعلوا الحلم جميلًا
| وليم كاتسليف | هي حلم ينقضي بين ليلة وضحاها. زهرة تتفتح مع الفجر أزراقها وتذبل مع المغيب. معشوقة لا تكاد تمنح قبلة اللقاء حتى تذرف دمعة الوداع. هي الحياة بخمرها وخلها، بإفراحها وأوزارها نمر في فضاء الكون كنور سريع ضئيل... | وليم كاتسليف |

### القلوب الجميلة
| وليم كاتسليف | عند اشتداد الأزمات البشرية، وحلول النكبات، وحدوث المجاعات يشفق الإنسان على أخيه الإنسان فيبادر إلى مساعدته بقدر الاستطاعة والإمكان. وتكثر الأحاديث والكتابات عن المجاعة وهولها وعدد ضحاياها. جميلة هذه العواطق الدالة على تقدمنا في المدنية وعلى اقترابنا رويدًا رويدًا من الغاية الكبرى التي هي الإخاء العمومي. وأجمل منها المساعدة الفعلية التي ليس من ورائها غاية أو مصلحة فإن قلب الله يهتز طربا كلما هزت قلب الإنسان عاطفة الرفق والإحسان. هذا فيما يتعلق بمجاعة الأجسام ولكن كم هو عدد الذين يشفقون على جائعي القلوب إشفاقهم على جائعي البطون؟ وكم هو .... | وليم كاتسليف |

## طالع أيضًا
- الرابطة القلمية